# Lea Wedewardt
Lea Wedewardt (* 1. März 1987 in Bad Wildbad; geb. Schäfer) ist eine deutsche Fachbuchautorin im Bereich Pädagogik. 

## Leben
Wedewardt wuchs in Birkenfeld bei Pforzheim auf. Sie legte ihr Abitur an der Goetheschule (freie Waldorfschule Pforzheim) ab und erwarb 2021 an der FH Potsdam einen Bachelor in „Bildung und Erziehung in der Kindheit“. Von 2013 bis 2017 folgte ein Masterstudium „Praxisforschung in Sozialer Arbeit und Pädagogik“ an der Alice Salomon Hochschule in Berlin.
Wedewardt ist verheiratet, hat zwei Kinder und lebt seit 2014 mit ihrer Familie in Kremmen.